# Zack Holmes
Pour les articles homonymes, voir Holmes.

a Compétitions nationales et continentales officielles uniquement.

b Matchs officiels uniquement.
Dernière mise à jour le 15 octobre 2024.
Zack Holmes, né le 30 mai 1990 à Perth (Australie), est un joueur australien de rugby à XV et à sept évoluant aux postes arrière, principalement celui de demi d'ouverture. En 2009, il commence sa carrière professionnelle en rugby à sept, disputant les World Series avec la sélection nationale, puis le Super Rugby avec les Brumbies et la Western Force.
En 2015, il rejoint le Top 14 en France et le Stade rochelais. En 2017, il quitte La Rochelle pour rejoindre le Stade toulousain. En 2019, il remporte le championnat de France avec ce club. Deux ans plus tard, il réalise avec l'équipe toulousaine un doublé historique en remportant le Top 14 et la Coupe d'Europe.

## Biographie

### Débuts en universitaire, à sept et enShute Shield
Zack Holmes est né le 30 mai 1990 à Perth, en Australie-Occidental, sur la côte ouest de l'île. Son père, Graeme Holmes est néo-zélandais d'origine et a joué au poste de demi d'ouverture avec la province néo-zélandaise de Waikato,. Après avoir pratiqué le football, le football australien et l'athlétisme, en particulier le 400 mètres,, Zack Holmes s'oriente vers le rugby à XV lorsqu'il étudie à l'Université d'Australie-Occidentale. En 2007, il fait partie de la sélection étudiante de l'état, la WA Schoolboys.
En 2009, Zack Holmes intègre le centre de formation de la Western Force, province disputant le Super Rugby et basé dans sa ville natale de Perth. Au cours de la saison, il intègre l'équipe d'Australie de rugby à sept avec qui il dispute les World Rugby Sevens Series où il terminera à la troisième place du classement générale. L'équipe est rajeunie et lors de son premier tournoi à Dubaï, 8 joueurs sur 12 disputent leur premier tournoi international, dont Talalelei Gray et Bernard Foley,. Il déménage ensuite à Sydney, sur la côte est du pays, en Nouvelle-Galles du Sud, où il rejoint le club des Northern Suburbs RFC, de la banlieue nord avec qui il dispute le Shute Shield, la compétition des clubs de la ville,,.

### Découverte du Super Rugby avec les Brumbies
Il est alors recruté par l'équipe de Super Rugby des ACT Brumbies, basé dans la ville de Canberra, en tant que « utility back », soit un arrière polyvalent,. Il fait ses débuts avec la franchise au cours de la saison 2012 à l'occasion d'un match contre les Chiefs néo-zélandais, rentrant au poste d'ailier à la place de Joe Tomane. Le 19 mai 2012, Zack Holmes est titularisé par Jake White au poste d'ouvreur, profitant d'une blessure de l'habituel titulaire Christian Lealiifano, et il inscrit 22 points lors d'une victoire de son équipe face aux Hurricanes (37-25) avec un essai, quatre transformations réussies pour autant de tentées ainsi que trois pénalités réussies sur quatre,. En deux saisons chez les Brumbies, il dispute un total de 10 matches, dont 2 lors de la saison 2013, subissant les concurrences de Matt Toomua, de Christian Lealiifano et de Jesse Mogg.

### Retour à Perth en Super Rugby et en NRC
Il décide alors de revenir dans son état natal et dans la ville de Perth en rejoignant la Western Force pour un contrat de 2 ans. Lors de sa première saison avec la Force, Zack Holmes dispute 12 rencontres pour 4 titularisations. Il voit son temps de jeu augmenté lors de la saison 2015 avec 10 rencontres disputés pour 6 titularisations, principalement au poste d'ouvreur, et 23 points inscrits.
En 2014, il dispute la première saison de l'histoire du National Rugby Championship (NRC) avec l'équipe de Perth Spirit qui se conclut par une défaite en finale face à l'équipe de Brisbane City, au cours de laquelle Zack Holmes est titulaire au poste d'ouvreur.

### Arrivée en Top 14 au Stade rochelais (2015-2017)
En juin 2015, Zack Holmes s'engage avec le Stade rochelais qui évolue en Top 14. Il explique une des raisons qu'il l'a poussé à rejoindre ce club : « Je ne cherchais pas spécialement à venir en Europe mais du temps de jeu. J’étais frustré de ne pas pouvoir jouer plus avec la Western Force car il n’y a aussi qu’une quinzaine de matchs par saison ». Pour sa première saison en Top 14, il dispute 25 rencontres, principalement au poste de demi d'ouverture, et termine deuxième meilleur marqueur de la compétition derrière le briviste Gaëtan Germain, avec 251 points. La saison suivante, à la suite de l'arrivée de son compatriote Brock James, Zack Holmes est replacé aux postes d'arrière ou de centre,.

### Recrutement au Stade toulousain (2017-2022)
Le 14 décembre 2016, le Stade toulousain annonce le recrutement de Zack Holmes pour la saison suivante. Après un début de saison convaincant, Ugo Mola en fait son titulaire à l'ouverture, associé avec le jeune demi de mêlée de l'équipe de France Antoine Dupont.

### Passage à l'Union Bordeaux Bègles puis Oyonnax (depuis)
En 2022, il quitte le Stade toulousain pour rejoindre l'Union Bordeaux Bègles.
A la fin de la saison 2023-2024, il quitte l'UBB pour rejoindre Oyonnax en Pro D2. Il y signe un contrat de deux ans, soit jusqu'en 2026.

## Statistiques
| Saison              | Franchise           | M.J. | Tit. | Ess. | Tra. | Pén. | Drp. | Points |
| ------------------- | ------------------- | ---- | ---- | ---- | ---- | ---- | ---- | ------ |
| 2012                | Brumbies            | 8    | 6    | 2    | 8    | 16   | 0    | 74     |
| 2013                | Brumbies            | 2    | 0    | 1    | 0    | 0    | 0    | 5      |
| Total Brumbies      | Total Brumbies      | 10   | 6    | 3    | 8    | 16   | 0    | 79     |
| 2014                | Western Force       | 12   | 4    | 1    | 2    | 3    | 0    | 18     |
| 2015                | Western Force       | 10   | 6    | 0    | 4    | 6    | 0    | 26     |
| Total Western Force | Total Western Force | 22   | 10   | 1    | 6    | 9    | 0    | 44     |
| Total               | Total               | 32   | 16   | 4    | 14   | 25   | 0    | 123    |

| Saison | Équipe       | M.J. | Tit. | Ess. | Tra. | Pén. | Drp. | Points |
| ------ | ------------ | ---- | ---- | ---- | ---- | ---- | ---- | ------ |
| 2014   | Perth Spirit | 10   | 9    | 4    | 20   | 0    | 0    | 80     |
| Total  | Total        | 10   | 9    | 4    | 20   | 0    | 0    | 123    |

### Europe
| Saison                 | Équipe                 | Championnat | Championnat | Championnat | Championnat | Championnat | Championnat | Championnat | Coupes d'Europe    | Coupes d'Europe | Coupes d'Europe | Coupes d'Europe | Coupes d'Europe | Coupes d'Europe | Coupes d'Europe |
| Saison                 | Équipe                 | Compétition | M.J.        | Ess.        | Tra.        | Pén.        | Drp.        | Pts         | Compétition        | M.J.            | Ess.            | Tra.            | Pén.            | Drp.            | Pts             |
| ---------------------- | ---------------------- | ----------- | ----------- | ----------- | ----------- | ----------- | ----------- | ----------- | ------------------ | --------------- | --------------- | --------------- | --------------- | --------------- | --------------- |
| 2015-2016              | Stade rochelais        | Top 14      | 25          | 1           | 24          | 67          | -           | 254         | Challenge européen | 2               | -               | -               | 2               | -               | 6               |
| 2016-2017              | Stade rochelais        | Top 14      | 16          | 1           | 18          | 30          | -           | 131         | Challenge européen | 6               | -               | 8               | 1               | -               | 19              |
| Total Stade rochelais  | Total Stade rochelais  | Top 14      | 41          | 2           | 42          | 97          | 0           | 385         | Challenge européen | 8               | 0               | 8               | 3               | 0               | 25              |
| 2017-2018              | Stade toulousain       | Top 14      | 22          | 6           | 7           | 7           | 3           | 74          | Challenge européen | -               | -               | -               | -               | -               | -               |
| 2018-2019              | Stade toulousain       | Top 14      | 18          | 3           | 22          | 11          | -           | 92          | Coupe d'Europe     | 7               | -               | 3               | 1               | -               | 9               |
| 2019-2020              | Stade toulousain       | Top 14      | 13          | 1           | 7           | 25          | -           | 94          | Coupe d'Europe     | 6               | -               | -               | -               | 1               | 3               |
| 2020-2021              | Stade toulousain       | Top 14      | 21          | 2           | 18          | 19          | -           | 103         | Coupe d'Europe     | 3               | -               | -               | -               | -               | -               |
| 2021-2022              | Stade toulousain       | Top 14      | 18          | 1           | 8           | 15          | -           | 66          | Coupe d'Europe     | 2               | -               | -               | -               | -               | -               |
| Total Stade toulousain | Total Stade toulousain | Top 14      | 92          | 13          | 62          | 77          | 3           | 429         | Coupe d'Europe     | 18              | 0               | 3               | 1               | 1               | 12              |

## Palmarès

### En club
- Perth Spirit
  - Finaliste du National Rugby Championship en 2014

- Stade toulousain
  - Vainqueur du Championnat de France en 2019 et 2021

### En sélection nationale
- Australie à sept
  - Troisième des World Rugby Sevens Series en 2010